# Luis Gabriel Segura
Luis José Gabriel Segura y Cubas (Piedra Blanca, Catamarca, 21 de agosto de 1803 - Paraná, 13 de octubre de 1862) fue un sacerdote católico argentino, primer obispo de la diócesis de Paraná.

## Biografía
Hijo de José Luis Segura y Francisca Cubas, ingresó joven a la Orden Franciscana y fue ordenado sacerdote el 3 de mayo de 1829. Durante varios años fue superior del convento franciscano de su ciudad y posteriormente fue vicario foráneo de Catamarca, es decir, representante en la provincia del obispo de Salta. En 1855 formó parte de la Convención provincial que dictó la Constitución de la Provincia de Catamarca.
Después de la batalla de Caseros, la Argentina quedó dividida de hecho en dos estados: la Confederación Argentina y el Estado de Buenos Aires; la capital de la primera se estableció en Paraná, una ciudad secundaria que adquirió una importancia nacional e internacional inesperada. El gobierno del presidente Justo José de Urquiza, autorizado por el Congreso, inició los trámites ante la Santa Sede para crear en esa ciudad un obispado, cabeza de una diócesis que incluyera las provincias de Entre Ríos, Corrientes y Santa Fe, separándola de la diócesis de Buenos Aires.
Aún antes de la creación del obispado, el gobierno propuso a la Santa Sede el nombre del párroco de Nogoyá y canónigo honorario de la Catedral de Buenos Aires, José Leonardo Acevedo, pero éste falleció el 18 de febrero de 1858. Ese año llegó a Paraná el visitador apostólico Marino Marini, que éste creó el Vicariato Apostólico Paranaense, con sede en la capital de la Confederación, y nombró vicario a Miguel Vidal, cura de la Iglesia Matriz; de este modo separó las tres provincias litorales de la obediencia al obispo de Buenos Aires. Finalmente, por la bula Vel a primis, el 13 de junio de 1859 quedó creada la diócesis de Paraná. La misma fue celebrada en la capital de la Confederación el 23 de octubre, exactamente el mismo día en que Urquiza derrotaba a Buenos Aires en la batalla de Cepeda, iniciando el camino para la reunificación del país.
A propuesta del Congreso, el 20 de junio de 1860 fue nombrado obispo Luis Gabriel Segura, que fue consagrado obispo el 19 de agosto de 1860 por monseñor Nicolás Aldazor, obispo de San Juan de Cuyo en su propia sede. Por breve tiempo tuvo como secretario a su coterráneo fray Mamerto Esquiú, nacido en el mismo pueblo que el prelado. En el mes de agosto escribió su primera carta pastoral, que versaba sobre la caridad, titulada Carísimos, amémonos los unos y los otros, por que la caridad procede de Dios.
Por lo demás, aparte de visitar algunas de las principales y más cercanas parroquias, no alcanzó a realizar casi nada recordable, ya que su mandato coincidió con la crisis política que alcanzaría su máxima expresión en la derrota de la Confederación en Pavón y la violenta reunificación nacional. A principios de 1862, Segura viajó a su provincia natal a pedido del vencedor de Pavón, general Bartolomé Mitre, para convencer a los federales de deponer todo intento de resistencia ante la invasión a las provincias del interior por parte de las fuerzas porteñas. Logró la renuncia del gobernador Samuel Molina, y su sucesor, Francisco Rosa Galíndez, fue forzado a ceder el poder a un unitario, Moisés Omill. El partido federal fue proscrito.
De regreso a Paraná, Segura pasó varios meses enfermo y falleció en octubre de 1862, al día siguiente de la asunción del primer presidente que alcanzó a gobernar todo el país.
Sus restos descansan en la Catedral de Paraná.